# Ekranas Panevėžys
Ekranas Panevėžys war ein litauischer Fußballverein aus Panevėžys und spielte zuletzt in der erstklassigen A lyga. Benannt war er nach Ekranas, einem litauischen Bildröhren-Hersteller.

## Geschichte
Am 3. März 1963 wurde der Verein als FK Ekranas gegründet und 1994 in Ekranas Panevėžys umbenannt. 2010 nahm das Team am GUS-Pokal teil, wobei sie im Halbfinale nach einer 0:3-Niederlage am kasachischen Verein FK Aqtöbe scheiterten. Von 2008 bis 2012 sicherte sich der Verein fünfmal in Folge die nationale Meisterschaft und feierte außerdem 2010 und 2011 mit dem gleichzeitigen Pokalsieg das Double. 
Nach der Saison 2014 wurde der Verein aufgrund von Zahlungsunfähigkeit vom Spielbetrieb abgemeldet und aufgelöst. Als Nachfolgeverein wurde 2015 der FK Panevėžys gegründet.

## Europapokal
Das Team nahm an der Qualifikation für die UEFA Champions League 2006/07 teil. In der ersten Runde bezwang die Mannschaft den albanischen Vertreter KF Elbasani, scheiterte jedoch in der zweiten Runde an Dinamo Zagreb. In der zweiten Qualifikationsrunde für die Saison 2009/10 unterlag der Verein dem FK Baku aus Aserbaidschan. In der dritten Qualifikationsrunde für die Saison 2011/12 unterlag der Verein BATE Baryssau aus Weißrussland.

## Erfolge
- Litauischer Meister (7): 1993, 2005, 2008, 2009, 2010, 2011, 2012
- Litauischer Pokalsieger (4): 1998, 2000, 2010, 2011
- Litauischer Superpokalsieger (4): 1998, 2006, 2010, 2011
- Teilnahme an der CL-Qualifikation: 2006/07, 2009/10, 2010/11, 2011/12, 2012/13, 2013/14

## Ehemalige Spieler
- Povilas Lukšys (1995–2007)
- Gediminas Paulauskas (1999–2007)
- Dominykas Galkevičius (2005–2011)
- Taavi Rähn (2007–2009)
- Vytautas Černiauskas (2008–2010)
- Vīts Rimkus (2010)
- Aurimas Kučys (2010–2013)
- Marko Vučetić (2013)